# Steingasse (Wertheim)
Steingasse ist ein Wohnplatz auf der Gemarkung der Wertheimer Ortschaft Nassig im Main-Tauber-Kreis in Baden-Württemberg.

## Geographie
Steingasse befindet sich westlich der Wertheimer Ortschaft Nassig im Wildbachtal.

## Geschichte
Auf dem Messtischblatt Nr. 6222 „Nassig“ von 1881 war der Ort als Steingasse mit etwa 30 Gebäuden verzeichnet. Der Wohnplatz kam als Teil der ehemals selbständigen Gemeinde Nassig am 1. Januar 1972 zur Stadt Wertheim.

## Kulturdenkmale
Kulturdenkmale in der Nähe des Wohnplatzes sind in der Liste der Kulturdenkmale in Wertheim verzeichnet.

## Verkehr
Der Ort ist über die K 2879 zu erreichen. Diese wird vor Ort wie der Wohnplatz auch als Steingasse bezeichnet.